# XDA Developers

Logo forum

XDA Developers (znany w skrócie jako XDA) – forum o urządzeniach mobilnych ze społecznością z całego świata przekraczającą 7 milionów użytkowników, które powstało w 2003 roku. Chociaż głównym tematem są telefony z systemem Android, to wielu użytkowników porusza także tematy innych systemów operacyjnych.

## Historia
XDA-Developers.com (XDA developers) zostało stworzone przez NAH6 Krypto Products BV (Holandia). 10 stycznia 2010 roku XDA-Developers zostało kupione przez JB Online Media, LLC (USA). 

## Opis
Głównym celem strony jest dyskusja, rozwiązywanie problemów i tworzenie zmodyfikowanego oprogramowania na Androida, Sailfish OS, Windows Phone, WebOs, Ubuntu Touch, Firefox OS i telefony Tizen. 